# Administration d'État pour la Science, la Technologie et l'Industrie de la Défense nationale
L'administration d’État pour la Science, la Technologie et l’Industrie de la Défense nationale ou SASTIND (chinois : 国家国防科技工业局), est une agence gouvernementale chinoise, créée en 1982. Elle chargée de concevoir, d'acheter et d'évaluer tous les systèmes d’armes destinés à l'armée populaire de libération, qu'ils proviennent de l'industrie de l'armement de la république populaire de Chine ou qu'ils soient importés. Elle exerce également la tutelle des industries spatiales (CASIC, CASC) et de l'agence spatiale chinoise (CNSA).
La SASTIND est le résultat, datant de 2008, d'une réorganisation des acteurs institutionnels œuvrant dans la défense, l'industrie et la recherche ; elle remplace la « Commission de la Science, de la Technologie et de l'Industrie pour la Défense nationale » (COSTIND), dont le périmètre d'intervention était proche. Dépendant du conseil des affaires de l'État de la république populaire de Chine, elle a été placée en mars 2008 sous la tutelle du ministère de l'Industrie et des Technologies de l'information (MIIT).

## Agences administrées par la SASTIND
- Autorité de l'énergie atomique

## Universités administrées par la SASTIND
- Institut de technologie de Pékin
- Université d'aéronautique et d'astronautique de Pékin
- Université d'ingénieurs de Harbin (en)
- Institut de technologie de Harbin
- Université polytechnique du Nord-ouest (en)
- Université d'aéronautique et d'astronautique de Nankin
- Université de science et technologie de Nankin

## Entreprises administrées par la SASTIND

### Industrie aéronautique
- Aviation Industry Corporation of China
- Norinco
- Sorinco

### Chantiers navals
- China Shipbuilding Industry Corporation
- China State Shipbuilding Corporation

### Domaine spatial et militaire
- Administration spatiale nationale chinoise (CNSA)
- Société de sciences et technologies aérospatiales de Chine (CASC)
- China Aerospace Science and Industry Corporation (CASIC)
- Centre chinois de lancement et de poursuite (CLTC)

### Domaine de l'industrie nucléaire
- China National Nuclear Corporation